# Düzce Belediye Gençlik ve Spor Kulübü
El Düzce Belediye es un equipo de baloncesto turco con sede en la ciudad de Düzce, que compite en la TBL, la segunda división de su país.

## Posiciones en liga
| Temporada | Nivel | Liga | Pos. | J     | PL  | Resultado |
| --------- | ----- | ---- | ---- | ----- | --- | --------- |
| 2005-06   | 3     | D3   |      |       |     |           |
| 2006-07   | 3     | D3   | 12   |       |     |           |
| 2007-08   | 3     | D3   | 5    | 12-8  |     |           |
| 2008-09   | 3     | D3   | 7    | 11-11 |     |           |
| 2009-10   | 3     | D3   | 5    | 6-16  |     |           |
| 2010-11   | 3     | D3   |      |       |     |           |
| 2011-12   | 3     | TB3L | 4    | 5-5   |     |           |
| 2012-13   | 3     | TB3L | 2    | 8-2   | 2-3 |           |
| 2013-14   | 3     | TB3L | 5    | 2-8   |     |           |
| 2014-15   | 3     | TB3L | 9    | 9-13  |     |           |
| 2015-16   | 3     | TB2L | 6    | 10-12 |     | Ascenso   |
| 2016-17   | 2     | TBL  | 13   | 11-23 |     |           |
| 2017-18   | 2     | TBL  |      |       |     |           |

- fuente:eurobasket.com

## Jugadores destacados
| - Yunus Akçay - Anıl Binici - Serkan Çetin - Barış Erdoğan - Hüseyin Ergül - Hakan Eryüz - Yasin Görlük - Buğra Berk Güler - Çağlar Gürle - İsmet Hacıoğlu | - Serdar Hot - Alperen Kalaycıoğlu - Orbay Kaya - Ümit Köksal - İbrahim Mekik - Murat Özçelik - İrfan Öztel - Vahit Berk Polat - Soner Şahin - Hasan Yiğit Seçkin | - Evren Sönmezcan - Naci Hakan Tınaz - Can Yalman - Barış Yalman - Seray Yıldırım - Joel Box - Junior Hairston - Marvett McDonald - Kurtis Rice - Brandon Smith |